# Dusona dictor
Dusona dictor är en stekelart som beskrevs av Hinz 1979. Dusona dictor ingår i släktet Dusona och familjen brokparasitsteklar. Inga underarter finns listade i Catalogue of Life.